# Assumpta Achuo-Bei
Assumpta Achuo-Bei, född 27 april 1968, är en friidrottare från Kamerun. Hon deltog vid olympiska sommarspelen 1988.